# 菲爾丁山口
菲爾丁山口（英語：Fielding Col）是南極洲的山口，位於葛拉漢地的詹姆斯羅斯島西北岸，處於坦布爾當崖和奧貝利斯克角之間，在1983年由英國南極名稱諮詢委員會命名，現時由南極條約體系管理。